# Cane da pastore di Vallée
Il cane da pastore di Vallée (anche chiamato Polski Owczarek Nizinny o Polish Lowland Sheepdog) è un cane del gruppo pastori e bovari.

## Storia
È probabile che questo cane sia giunto nell'odierna Polonia fin dal neolitico al seguito di pastori nomadi provenienti dall'Oriente. Già nel XVIII secolo alcuni allevatori polacchi si sono impegnati per mantenere intatta la purezza della razza. A loro va il merito di aver preservato l'omogeneità di tipo e di carattere evidente ancora oggi nel pastore di Vallée. Nel corso del Novecento, a seguito del mutamento dell'economia pastorale, la razza rischiò di estinguersi. Furono due aristocratiche, Czetwertynska Grocholska e Rosa Zoltowska, che, intorno al 1920, hanno iniziato l'allevamento di questi cani recuperando i pochi soggetti rimasti. All'immediato dopoguerra, in particolare al 1947, risale il primo standard di razza.

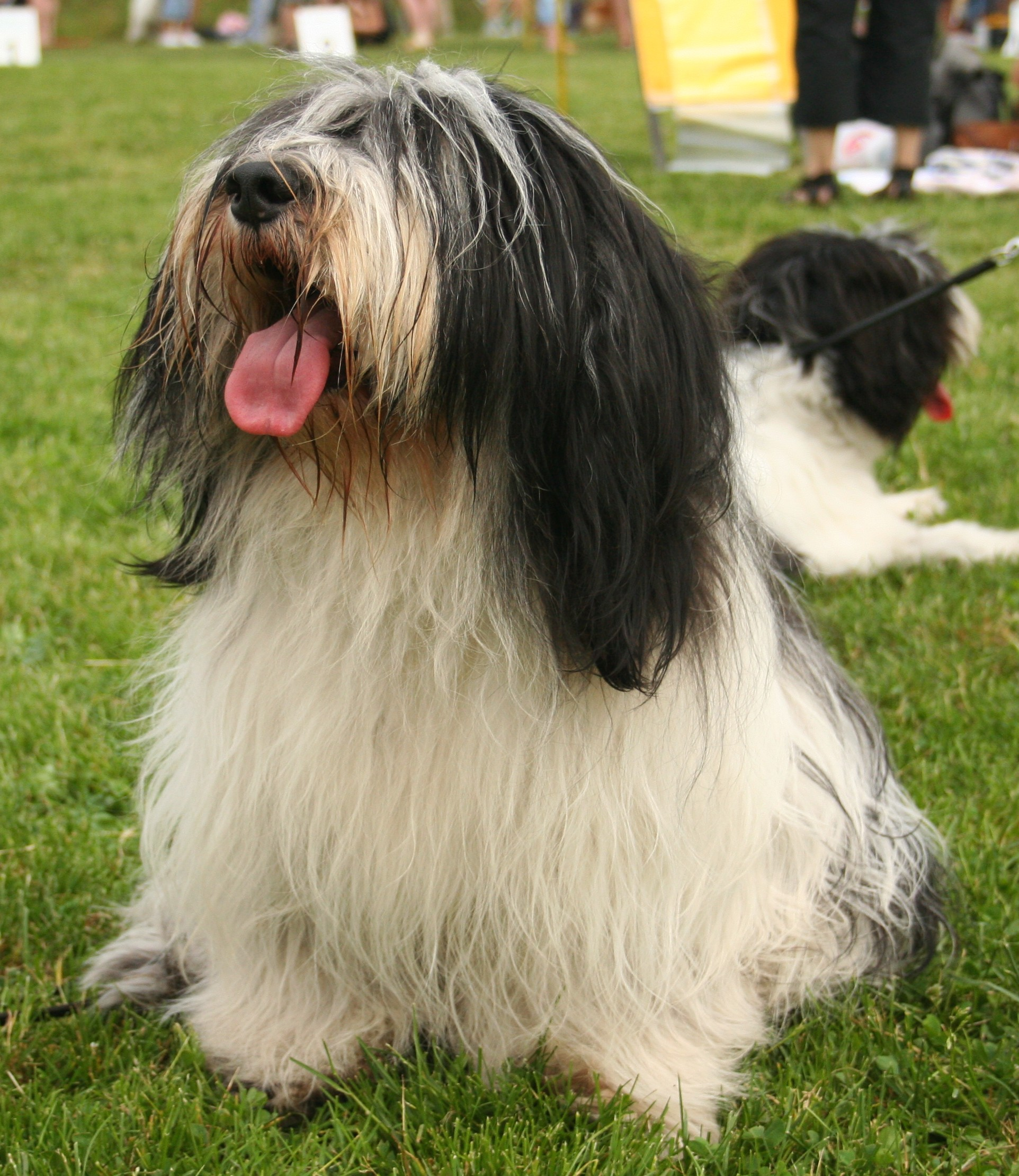
Pastore Polacco di Vallee

## Descrizione
La coda è presente e portata sempre ben alta come un vessillo; alcuni esemplari possono nascere anuri o brachiuri.
Sono ammessi tutti i colori e tutti i tipi di macchie. Il pelo è grosso, denso, spesso e abbondante. A questo si aggiunge un morbido sottopelo. Di media grandezza, ovali non sporgenti e di colore nocciola sono gli occhi. Le orecchie sono pendenti, inserite piuttosto alte, di media grandezza e a forma di cuore. La testa è di medie dimensioni. Cranio e muso hanno la stessa lunghezza. Lo stop è ben marcato. Il tartufo è forte, ottuso, con larghe narici scure. I piedi sono ovali, con buoni cuscinetti e dita leggermente arcuate.

## Carattere
Di umore vivace ma equilibrato, il pastore di Vallée, è intelligente, sempre attento e resistente a condizioni ambientali sfavorevoli. Grazie alla sua allegria, conquista facilmente le simpatie di chiunque abbia a che fare con lui ed è un ottimo compagno dei bambini. Ma non è soltanto un compagnone. Quando la situazione lo richiede, sfodera tutta la sua grinta ed è in grado di mettere in fuga i malintenzionati e difendere la proprietà. È un cane facile da addestrare e sempre pronto a rispondere ai comandi del padrone.

## Cure
Il suo mantello richiede particolari cure per essere sempre bello e pulito. Occorre effettuare una toelettatura completa da una a due volte la settimana e provvedere alle spazzolate quotidiane. È anche opportuno fare un po' di attenzione alla dieta: se il pastore di Vallée non si muove a sufficienza, tende a ingrassare. 

## Consigli
Se lo si educa in modo adeguato, sapendosi porre ai suoi occhi come leader, questo cane si rapporta senza difficoltà con il suo proprietario. Ha comunque un'indole abbastanza indipendente che è bene rispettare e non forzare.

## Diffusione
Nel 2004 non sono stati iscritti cuccioli ai libri genealogici ENCI, ma è la prima volta dal 1995. Nel 2012 sono contati 2 cuccioli.

## Adatto per...
- Compagnia
- Agility
- Protezione civile (a seconda degli impieghi)
- FlyBall
- Obedience

## Non adatto per...
- Guardia
- Difesa